# Титикайло Євген Юрійович
Євген Юрійович Титикайло (30 липня 1937, Борислав р. — 11 квітня 2012, там само) — український поет.

## Життєпис
Народився в м. Борислав Львівської області в родині робітника нафтових копалень. Із 1941 по 1952 р., рятуючись від голоду та матеріальних нестатків, проживав на Волині.
Після повернення до Борислава закінчив філологічний факультет Дрогобицького педагогічного інституту ім. І. Франка (факультет української мови та літератури), працював журналістом у міськгазеті «Нафтовик Борислава» та в студентській багатотиражній газеті педінституту в Дрогобичі, а поміж тим — землекопом, робітником взуттєвої фабрики, техніком комунальної служби.
Член Національної Спілки письменників України. Друкувався в багатьох газетах та журналах України, а також за рубежем (Польща, США).

Автор поетичних збірок «Крайка», «Тривожні громи», «Пролог», «Три суті надії», «Бориславські сонети», «Дні і ночі Волині», «Одкровення», «Сто сонетів і один».
У травні 2010 Євген Титикайло видав нову поетичну книгу «Часослов». З цієї нагоди відбувся авторський вечір поета у читальній залі центральної міської бібліотеки м. Борислава. На вечорі панові Євгену вручено посвідчення Почесного громадянина Борислава.
Останні роки життя провів у Бориславі, де й помер у самотності 11 квітня 2012 року.

## Вшанування
- 2009 року рішенням Бориславської міської ради надано звання «Почесний громадянин Борислава»[1].